# Foreign Intrigue
Foreign Intrigue (br: Tramas de Traição ou Tramas da Traição) é um filme estadunidense de 1956, dos gêneros mistério e espionagem, escrito, produzido e dirigido por Sheldon Reynolds, que em 1951 já havia lançado, na Europa, uma telessérie homônima. Esse filme foi, portanto, o primeiro realizado em Hollywood cujo roteiro foi baseado numa série de televisão popular. O filme faturou 1 milhão de dólares nos Estados Unidos, segundo a Revista Variety.

## Elenco
- Robert Mitchum...Dave Bishop
- Geneviève Page...Dominique Danemore
- Ingrid Thulin...Brita Lindquist (creditada como Ingrid Tulean)
- Frédéric O'Brady...Jonathan Spring
- Eugene Deckers...Pierre Sandoz
- Inga Tidblad...Madame Lindquist
- Lauritz Falk...Jones
- Frederick Schreicker...Karl Mannheim
- Georges Hubert...Dr. Thibault
- Peter Copley...Brown
- Lily Kann...Zeladora cega
- Ralph Brown...Smith
- Milo Sperber...Sargento Baum
- Jim Gérald...Dono do Café
- Jean Galland...Victor Danemore

## Sinopse
Dave Bishop é um jornalista contratado pelo milionário Victor Danemore para criar notícias e fatos biográficos falsos que engrandecessem a vida dele. Após Danemore morrer subitamente de enfarte em sua mansão na Riviera Francesa, Bishop começa a desconfiar das verdadeiras atividades do patrão e, aos poucos, viajando por vários paises da Europa, se inteira de uma trama de espionagem e chantagem envolvendo colaboracionistas dos nazistas durante a Segunda Guerra Mundial, alvos de investigação das agências policiais internacionais.